# Friedrich von Rauch (général)
Ne doit pas être confondu avec Friedrich von Rauch (homme politique).
Pour les articles homonymes, voir Rauch.

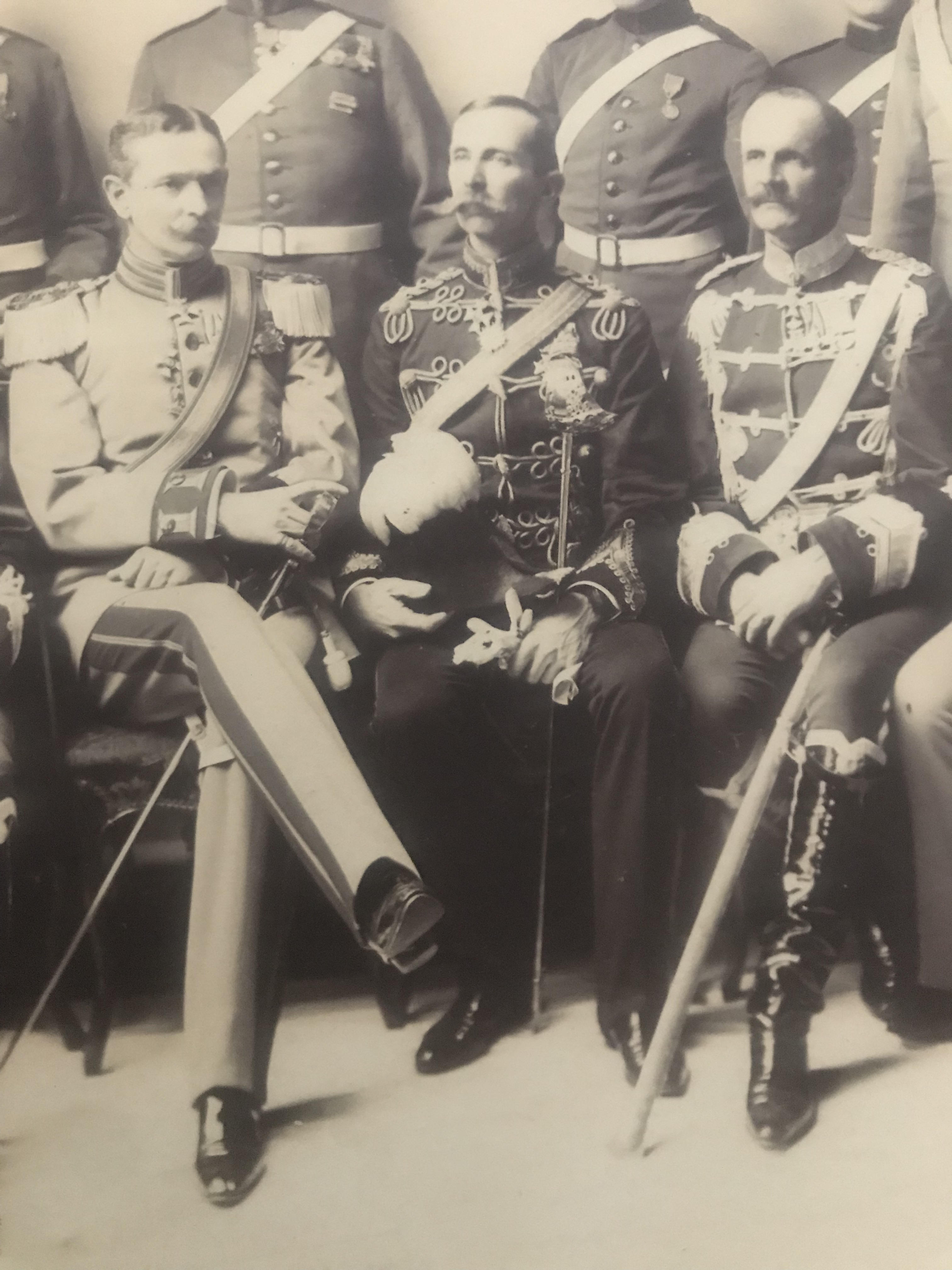
Le colonel Friedrich von Rauch (à gauche) à la tête de la députation de l'armée prussienne aux funérailles de la reine Victoria à Londres (1901) ; à droite son cousin le colonel Nikolaus von Rauch, au centre : le major britannique Fox

Friedrich Leopold Bonaventura von Rauch (né le 15 février 1855 à Berlin et mort le 22 avril 1935 dans la même ville) est un général de cavalerie prussien.

## Biographie

### Origine
Friedrich von Rauch est issu de la noble famille prussienne von Rauch et le fils du général de cavalerie prussien Alfred Bonaventura von Rauch et de son épouse Elisabeth, née comtesse von Brühl, dame d'honneur de la reine Élisabeth-Louise de Prusse.
Du côté de sa mère, son arrière-arrière-grand-père est le premier ministre royal polonais et électoral-saxon Heinrich von Brühl, son arrière-grand-père est l'intendant royal prussien des chaussées d'État, Hanns Moritz von Brühl, et son grand-père Carl von Brühl, seigneur du château de Seifersdorf et directeur général royal prussien des musées et des théâtres de Berlin, à l'époque où le théâtre de Berlin est reconstruit par Karl Friedrich Schinkel et inauguré sous sa direction en 1821, et Der Freischütz par Carl Maria von Weber est représenté pour la première fois dans le monde la même année.
Du côté de son père, son grand-père est le lieutenant-général Friedrich Wilhelm von Rauch, adjudant général du roi Frédéric-Guillaume IV de Prusse et plénipotentiaire militaire prussien à la cour de l'empereur à Saint-Pétersbourg, et son arrière-grand-père est le général de division Bonaventura von Rauch. Sa sœur Anna von Rauch est dame d'honneur de la duchesse Charlotte de Saxe-Meiningen, la fille aînée de l'empereur Frédéric III de Prusse et son épouse Victoria princesse de Grande-Bretagne et d'Irlande.

### Carrière militaire
Après avoir été cadet à Potsdam, Rauch s'engage en 1871 comme sous-lieutenant dans le 12e régiment de dragons de l'armée prussienne à Francfort-sur-l'Oder. De 1879 à 1882, il est diplômé de l'Académie de guerre. Promu premier lieutenant en 1882, il reste à Berlin et est affecté à l'état-major général de 1884 à 1886. Il est ensuite promu au grade de capitaine dans l'état-major général, et commandé d'abord pour servir dans l'état-major général du 5e corps d'armée à Posen, puis dans l'état-major général de la division de cavalerie de la Garde à Berlin.
En 1891, il est promu major. Jusqu'en 1896, il est affecté à Hanovre à l'état-major général du 19e division d'infanterie, puis du 10e corps d'armée. Il est ensuite muté comme officier d'état-major régulier au 17e régiment de hussards brunswickois, après avoir été promu lieutenant-colonel en 1897 pour prendre le commandement du 17e régiment de dragons (de) à Ludwigslust. Un an plus tard, Rauch est nommé commandant du 1er régiment de dragons de la Garde à Berlin, qui est stationné dans les bâtiments de la caserne des dragons de la Garde (de), conservés jusqu'à aujourd'hui à Kreuzberg. Dans cette fonction, il fait partie en 1901 du détachement qui représente l'armée prussienne lors des cérémonies funéraires de la reine Victoria à Londres en 1901. En 1900, il est promu colonel.
En 1902, Rauch est muté à Munster pour devenir commandant de la 13e brigade de cavalerie en tant que commandant. Promu au grade de général de division, il devient un an plus tard commandant de la 17e brigade d'infanterie à Schwerin, qui comprend les deux 17e (de) et 18e (de) régiments de dragons de Ludwigslust et Parchim, que son père a déjà dirigés de 1869 à 1875. En 1906, il est nommé inspecteur de la 1re inspection de cavalerie à Königsberg. En accord avec sa demande de départ, Rauch est mis à disposition le 2 février 1911 avec attribution du caractère de général de cavalerie.
Après la Première Guerre mondiale, il travaille comme administrateur de l'Invalidendank.
Le peintre de la cour de Berlin Conrad Freyberg peint un portrait de Rauch en tant que commandant du 1er régiment de dragons de la Garde. Il est accroché dans le manoir de Schmoldow (de) jusqu'en 1945. Depuis lors, il est considéré comme perdu.

### Tombe du cimetière des Invalides à Berlin
Rauch est enterré avec sa seconde épouse Amélie von Bülow, dans la tombe de Rauch au cimetière des Invalides à Berlin-Mitte aux côtés de ses parents et grands-parents. La tombe est conçue par l'architecte de la cour Friedrich August Stüler à la demande du roi de Prusse Frédéric-Guillaume IV. Toutes les tombes sont conservées. La tombe familiale, située à quelques mètres de l'ancien mur de Berlin, est restauré après la réunification allemande dans les années 1990 par l'Office d'État des monuments historiques de Berlin, qui s'occupe des jardins. La restauration est financée par le gouvernement fédéral, la Fondation de la loterie allemande de Berlin et l'Association de promotion des Invalides
La tombe de sa première épouse Anna von Behr, décédée au début de 1896, survit également dans le cimetière du domaine de sa famille paternelle à Vargatz en Poméranie-Occidentale.

### Famille
Rauch se marie à Schmoldow le 22 septembre 1885 avec Anna von Behr (1865–1896). Elle est propriétaire du domaine de Schmoldow et fille de Friedrich von Behr (de), député du Reichstag et de la Chambre des seigneurs de Prusse, président de l'Association allemande de pêche (de) et propriétaire foncier de Schmoldow et Vargatz, et de sa femme Marie, née Homeyer (de).
Après sa mort, Rauch épousé à Gudow le 12 avril 1902 avec Amélie von Bülow (1868–1950), dame d'honneur de la grande-duchesse Marie de Mecklembourg-Schwerin. Elle est la fille du maréchal héréditaire de Lauenbourg, député de la chambre des seigneurs de Prusse Friedrich Gottlieb von Bülow (de) et de sa femme Amalie, née von Oertzen.
Le premier mariage donne naissance à deux filles:
- Elisabeth (1893–1973) mariée en 1916 à Schwerin avec le major Kurt von Storch (de) (1890–1965)
- Olga (1896-1979) mariée en 1940 à Ohlstadt avec Carl comte von Thun und Hohenstein (1883-1961), chambellan et lieutenant-colonel

Le second mariage donne naissance à un fils et une fille:
- Bonaventura (1903–1976) mariée en 1929 à Berlin avec Käte Wendler (1906–1990)
- Feodora (1907–1990) mariée en 1934 à Berlin avec Andor von Nagy-Mechwart (1896–1971)